# كليبورن ووكر
كليبورن ووكر (بالإنجليزية: Claiborne Walker)‏ هو مبارز بالسيف أمريكي، ولد في 21 سبتمبر 1899 في بروكلين في الولايات المتحدة، وتوفي في 26 أبريل 1927 في شانغهاي في الصين.

## وصلات خارجية
- كليبورن ووكر على موقع أوليمبيديا (الإنجليزية)